# Бунаков Іван Михайлович
Іван Михайлович Бунаков (роки народження і смерті невідомі) — український іконописець XIX століття.
Походив із сім'ї іконописців, які навчалися у Москві і перенесли в Україну традиції московської школи іконопису. Утримував в місті Чугуєві іконописну майстерню, яка набула популярності в 1850-х роках. 
Писав ікони для церков, написав портрети чугуївської купчихи Є. Поспєєвої (1850-ті), З. Ф. Шеверньової, І. Ф. Шеверньова (близько 1860 року; Харківський художній музей).
У 1857—1859 роках його учнем був Ілля Рєпін.